# Józef Mioduszewski
Józef Mioduszewski (ur. 19 marca 1937 w Miodusach-Stoku) – polski polityk, działacz organizacji rolniczych, poseł na Sejm II, III i IV kadencji.

## Życiorys
Ukończył studia w Wyższej Szkole Rolniczej w Olsztynie (1965) oraz na Wydziale Ekonomiki Rolnictwa Szkoły Głównej Gospodarstwa Wiejskiego w Warszawie (1977). Pracował jako zootechnik w Państwowym Gospodarstwie Rolnym, technik weterynarii, agronom w Powiatowym Związku Kółek Rolniczych w Wysokiem Mazowieckiem i Zambrowie. W latach 70. był naczelnikiem gminy Wysokie Mazowieckie, dyrektorem wojewódzkiego Zarządu Kółek Rolniczych w Łomży, następnie pracownikiem urzędu wojewódzkiego oraz radnym wojewódzkiej rady narodowej.
Od 1962 należał do Zjednoczonego Stronnictwa Ludowego, następnie został członkiem PSL. W latach 90. kierował strukturami tej partii w województwie łomżyńskim. Od 2001 był przewodniczącym głównego sądu koleżeńskiego.
Pełnił funkcję posła na Sejm II, III (w 2001) i IV kadencji z ramienia Polskiego Stronnictwa Ludowego. W latach 1998–2001 zasiadał w sejmiku podlaskim. W 2005 i 2007 bez powodzenia kandydował w wyborach parlamentarnych, a w 2006 bezskutecznie ubiegał się o mandat radnego Łomży.

## Odznaczenia
Odznaczony Krzyżem Kawalerskim Orderu Odrodzenia Polski (1999).